# Karl Tatham
Karl Anthony Tatham (Londra, 26 ottobre 1956 – 9 ottobre 2020) è stato un cestista e allenatore di pallacanestro britannico.

## Carriera
Con l'Inghilterra ha disputato i Campionati europei del 1981.